# Ostéophonie

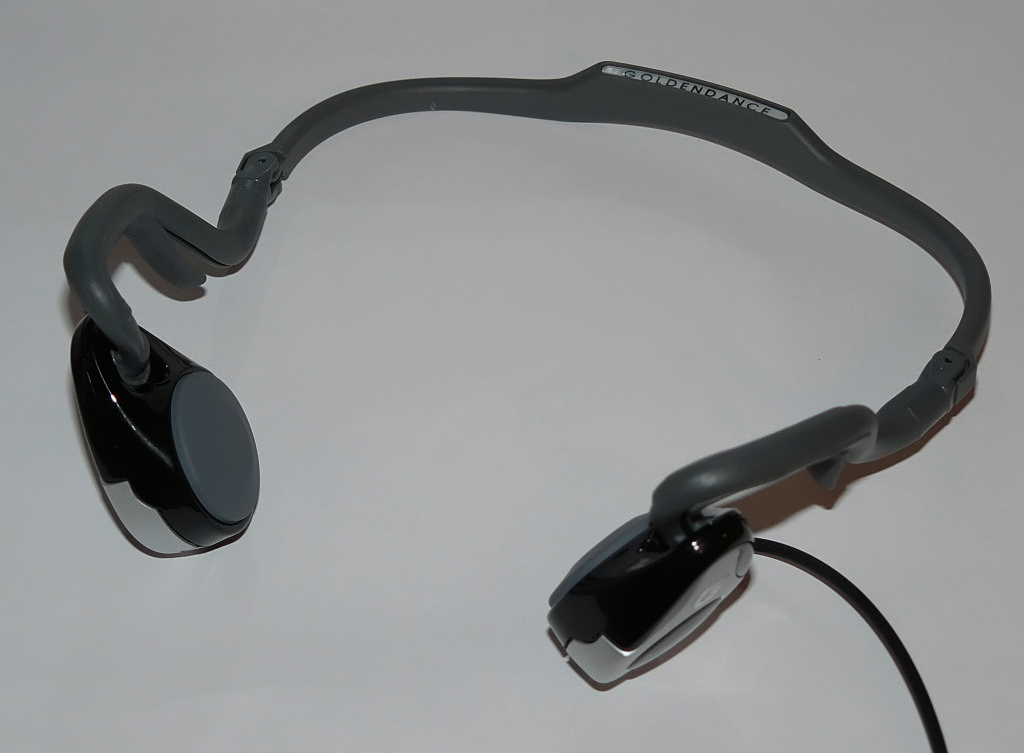
Un casque stéréo utilisant l'ostéophonie. Les deux transducteurs se glissent à l'avant de l'oreille.

L'ostéophonie ou conduction osseuse désigne le phénomène de propagation du son jusqu'à l'oreille interne via les os du crâne.
La conduction osseuse est la raison pour laquelle la voix d'une personne lui semble différente quand elle est enregistrée et reproduite. En effet, étant donné qu'une onde sonore à fréquence basse se propage mieux dans les os que dans l'air, nous avons tendance à percevoir notre voix plus basse et plus profonde que les autres la perçoivent.

## Histoire
D’après les recherches d’Albert Mudry et Anders Tjellström, les premières études sur l’audition osseuse remontent au Ier siècle, cependant c’est seulement à partir de la Renaissance que les découvertes les plus importantes sont faites.

### Découverte
Au XVIe siècle, Jérôme Cardan mène des expériences sur le crâne humain et observe que le son peut être transmis à l’oreille grâce à une tige vibrante placée entre les dents. À la même période, Giovanni Filippo Ingrassia décrit l’histoire d’un patient qui a partiellement perdu l’audition à la suite d’une maladie aiguë, qui obstrue son canal auditif externe. Toutefois, ce dernier a pu entendre le son d’une guitare en plaçant ses dents sur le manche, ou en prenant entre ses dents une tige qui était en contact avec la guitare.
Le physicien Hieronymus Capivacci reprend les résultats des expériences de Cardan, et les utilise pour élaborer un nouvel examen dans le domaine clinique. Pour cela, il relie les dents d’un patient à un sitar grâce à une tige de fer. D’un côté, si le patient arrive à entendre le son transmis du sitar, alors une maladie au niveau du tympan est diagnostiquée, et de l’autre côté s’il n'entend pas, alors la piste d’une lésion du nerf auditif est privilégiée.
Au XVIIe siècle, Rudolf Jakob Camerarius observe dans ses expériences que les osselets de l’oreille sont similaires aux dents dans la transmission des sons et que ces dernières peuvent donc transmettre le son jusqu’à l’oreille.  
Christian Trautmann cite en 1722 Franz Christ Paullini, où ce dernier décrit un homme qui a perdu l’audition à la suite d’une maladie. Ce malentendant a découvert par accident qu’avec un bâton il arrivait à entendre les conversations. Il est décrit que l’homme plaçait le bâton à une extrémité contre la chaire d’une église, de l’autre à ses dents, et qu’il arrivait à écouter l’orateur positionné dans la chaire. Le même siècle, John Paul Baumer se penche sur l’appareil décrit par Trautmann, et l’améliore en remplaçant le bâton par une tige en verre, acier, cuivre, métal de cloche ou argent, large et plate aux extrémités. Ses recherches ont ensuite été publiées en 1749.
Entre 1799 et 1800, un musicien français, Vidron, invente un système similaire pour aider les malentendants à mieux entendre avec une tige en acier. Une extrémité du bâton est placée sur la table d’un instrument, et l’autre au niveau des dents de la personne sourde. Une seconde tige avec un embout en cuivre est positionnée contre l’estomac de la personne, et parfois même une troisième sur le crâne. En présentant ce système à l’Institut Français, organisme chargé d’étudier la validité de ce genre d’inventions, ce système n’est pas jugé adapté pour les sourds.
Néanmoins, ils ont testé le dispositif en bloquant leurs propres canaux auditifs externes et ont remarqué qu'ils entendaient mieux avec le dispositif. Ils en ont déduit que ce système pourrait être efficace pour traiter la perte d'audition liée à certains types d'obstructions du canal auditif externe, et qu'il est inefficace pour les pertes auditives provenant du nerf auditif ou liées à un problème interne sérieux.

### Premiers appareils auditifs
En 1821, Jean Itard, explique que le son est conduit à travers les os du crâne et est l’un des premiers à développer un appareil auditif à conduction osseuse : « c'est une sorte de mégaphone en bois, de forme pyramidale, dont l'un des côtés est aplati comme un sifflet qui doit être tenu entre les dents de la personne sourde. L'autre côté se termine par une corne, dans laquelle la personne qui parle place sa bouche sans la toucher. L'instrument ne doit pas être tenu mais soit être suspendu par un fil au plafond soit être tenu par une fourche en bois posée sur le sol. Pour rendre l'instrument encore plus efficace, les murs doivent être très épais, au moins deux pouces. » Afin d’améliorer la qualité de la transmission du son, Itard propose d’améliorer le système de Jorissen au niveau de l'extrémité placée dans la bouche de l'orateur en considérant deux modes de stimulation différents : par les dents et plus tard par la mastoïde.
À la fin des années 1870, de multiples appareils utilisant la conduction osseuse et plus précisément dentaire sont inventés pour permettre une avancée dans le traitement de la surdité. Si le phonographe et le téléphone retranscrivent la voix avec une telle qualité, cela est dû au fait que les dents et les os du crâne peuvent atteindre les nerfs auditifs . Les scientifiques en ont donc conclu qu’il était possible de recueillir les vibrations sonores, ils commencent à enregistrer des sons, les bureaux sont plus organisés. Ils n’ont plus besoin d’imprimer tous les messages qu’ils reçoivent, ils ont juste à écouter. Dû à cela, ils ont voulu utiliser ce principe pour les transmettre aux dents pour permettre aux sourds d’entendre.
D’après J. Sterne, vers la fin du XIXe siècle et le début du XXe siècle, le son devient progressivement un bien marchand, grâce à la privatisation des espaces acoustiques. Ces espaces acoustiques peuvent être élargis et restreint grâce à de nouveaux appareils auditifs, ce qui permet de faire du son une propriété privée. Les appareils utilisant la conduction osseuse s'inscrivent donc dans cette dynamique de privatisation du son en se focalisant sur l'auditeur, même s'ils sont pour la grande majorité utilisés pour des personnes sourdes.

### Interventions auXXesiècle
À la suite de cette découverte, des instruments tels que le Fonifero, l’Audiphone, le Dentaphone et bien d’autres ont été inventés. Ces appareils ressemblent souvent à des ventilateurs acoustiques reliés à la deuxième personne grâce à une pièce maintenue entre les dents. En 1939, Albert Jefferis et Erwin Wilson brevètent, pour les personnes avec un dentier, un autre type de Dentaphone. Leur objectif est d’aider les sourds et en particulier les personnes sourdes et édentées.
La même année, Edmund Schwencke invente un récepteur à conduction osseuse dans une pipe à fumer. Au début du XXe siècle, le microphone est développé et permet la construction du vibrateur à conduction osseuse, également appelé oscillateur, qui permet de directement transmettre les vibrations. Il est ensuite réellement breveté par Frederick Kranz à Genève en 1925.
En 1920, Joseph Prenn, de Boston, brevette une oreille mécanique à conduction osseuse . Les otologues commencent ensuite à formellement diagnostiquer la perte auditive puis à avoir de l'intérêt pour les appareils auditifs à conduction osseuse. La promulgation du récepteur à conduction osseuse en 1931 et 1932 donne un élan dans l’industrie des appareils auditifs. La Sonotone Company met au point en 1933 grâce à Hugo Lieber, un petit récepteur à conduction osseuse portable qui peut s’adapter à l’appareil auditif portable. Le récepteur magnétique conçu pour faire vibrer son boîtier au lieu de créer des ondes sonores dans l’air est le plus courant. Le site magnétique se trouve dans une boîte dont la forme est adaptée à l’os mastoïde. Bien que des améliorations aient été faites, il reste difficile de retranscrire les hautes fréquences aussi efficacement que les basses. Cet obstacle est donc à l’origine de la préférence qu'ont les personnes sourdes pour les appareils auditifs à conduction aérienne. Cependant les appareils à conduction osseuse sont généralement favorisés pour une surdité de transmission.
Un autre moyen d’utiliser l'appareil auditif à conduction osseuse est de le fixer sur des lunettes. Déjà utilisée en 1909, cette idée se développe des années 1930 aux années 1950. Elle voit son essor en 1954 lorsque les sociétés Amplivox, Akumed, Otarion, et Oticon commercialisent les premières lunettes à conduction osseuse. Des années 1960 aux années 1990, ces lunettes sont les appareils auditifs à conduction osseuse les plus utilisés, avant de connaître un déclin rapide. Néanmoins, cette technologie reste aujourd’hui convoitée par certains ingénieurs qui continuent de la développer.
L’implantation d’un vibrateur dans l'os mastoïde est née à Göteborg, en Suède, après les travaux pionniers de l'anatomiste Per-Ingvar Brånemark sur la rhéologie osseuse pendant les phases de réparation et après la confrontation à quelques problèmes comme la perte de son dans les tissus mous du crâne. Il a développé le concept de l'ostéointégration d'une vis métallique en titane dans l'os.

### Premiers traitements médicaux
Au milieu des années 1970, sans le savoir, Brånemark a trouvé le concept que plus tard nous appelons aujourd'hui prothèse auditive à ancrage osseux. En effet, il a essayé de trouver un moyen d'évaluer, par voie acoustique, l'ostéointégration des implants dentaires et en a discuté avec ses collègues ORL, notamment Anders Tjellström. Un vibrateur osseux Oticon a fixé sur un implant dentaire, le dispositif a ensuite été connecté à un audiomètre. Le patient a signalé que le son avait été très clair et très fort, et qu'il était nécessaire de baisser le volume à un niveau très bas. Avec ce montage, il n'a pas été possible d'évaluer le degré d'ostéointégration, mais il est conclu que le son se propage très bien par les os du maxillaire jusqu'à l'oreille interne et qu’il est possible de trouver une application à ce phénomène.
En 1977, les trois premiers patients sont équipés d'une prothèse auditive à ancrage osseux puis l'année suivante, dix autres nouveaux. Tous les patients présentent une maladie chronique de l'oreille de telle sorte qu’ils ne peuvent pas utiliser d'appareils auditifs à conduction aérienne. Ces patients sont ensuite attentivement suivis pendant cinq ans et finalement chacun d’entre eux est très satisfait. En 1983, vingt-troix autres patients sont implantés, et dans les années suivantes, entre 30 et 60 nouveaux patients par an.
En 1986, le premier atelier international sur la prothèse auditive à ancrage osseux (ou implant BAHA) a été organisé à Göteborg et s’est étendu sur une durée de trois jours. Parmi les personnes présentes se trouvent David Proops venant du Royaume-Uni, et Cor Cremers du Pays-Bas. Leurs institutions ont traité plus de 1 000 patients chacun.
En 2005, Cochlear, une société leader mondial dans le domaine de l'implant cochléaire rachète l'entreprise et l'a renommée Cochlear Bone Anchored Solutions, donnant ainsi une nouvelle dynamique à la production et au développement de nouveaux implants et de nouveaux appareils auditifs plus sophistiqués. D’après les travaux d’Albert Mudry et Anders Tjellström, plus de 80 000 personnes sont enregistrées dans le monde en septembre 2010. À la suite du concept de l’implant Baha, Oticon montre un nouvel intérêt pour la conduction osseuse directe et a à son tour produit son propre système en 2009, composé d’un nouvel implant.

### L'ostéophonie au service de la santé
Les multiples essais de diapason développés par Weber, Rinne, Gelle et Schwabach au XIXe siècle et étudiés par des scientifiques tels que Wheatstone, Lucae et von Tröltch ont fait entrer la conduction osseuse dans le domaine clinique. Pour la première fois, les otologues disposent d'un outil pour déterminer de manière fiable la position de la lésion auditive. Au début du XXe siècle, les tests de conduction osseuse au diapason sont largement utilisés lors des diagnostics otologiques. Cependant, le plus grand avancement pour le diagnostic auditif se produit avec l'arrivée des instruments électroniques utilisés pour le diagnostic médical, l'un des premiers étant l'audiomètre. Deux inventions extrêmement importantes ont conduit au développement des audiomètres tels qu’ils existent aujourd'hui. L'invention du téléphone par Alexander Graham Bell en 1876 a permis de transposer des signaux électriques en stimuli acoustiques. D’après l’étude de Sterne, le téléphone a participé au « nivellement des différences de rang », seules les personnes aisées avaient accès à ces nouvelles technologies de reproductions sonores. Ces dernières sont vues comme un moyen de communiquer immédiatement ou comme un fournisseur d’intimité.
L'invention du tube à vide à triode par Lee De Forest en 1906 donne lieu aux premiers amplificateurs et oscillateurs électroniques qui génèrent et contrôlent des signaux sinusoïdaux. Ultérieurement, les développements du transistor, du circuit intégré et du microprocesseur modifient les composants des audiomètres sans pour autant changer leur fonctionnalité ni leur performance.
L'oto-rhino-laryngologiste italien Giuseppe Gradenigo met au point le premier appareil de test de conduction osseuse à commande électronique. Au début de l'évolution des nouveaux audiomètres, des signaux de conduction osseuse plus ou moins calibrables peuvent être envoyés par un vibrateur osseux, ce qui permet de comparer la sensibilité en conduction aérienne et en conduction osseuse. Cordia C. Bunch est le premier audiologiste qui est embauché pour évaluer les patients de la clinique d'oto-rhino-laryngologie et développer des méthodes de test auditif en laboratoire. Son audiomètre à gamme de pas est l'un des premiers audiomètres à tonalité pure, mais il n'est pas commercialisé.
Peu de temps après, le test de conduction osseuse est introduit sur le marché. Bunch est donc probablement le premier à inclure le test de conduction osseuse dans l'évaluation clinique de l'audition. Cependant certains articles ont déjà été publiés avant ses travaux. Par exemple, en 1924 Isaac Jones et Vern Knudsen fournissent une description d'un vibrateur osseux audiométrique, mais ils ne publient pas de résultats obtenus avec ce dispositif. Quelques années plus tard, ces derniers mettent en évidence des lacunes entre l'air et l'os chez des patients souffrant d'une pathologie de l'oreille moyenne. Dans un autre article, ils décrivent un vibrateur osseux fabriqué par Sonotone Corporation qui ressemble aux vibrateurs d’aujourd’hui. De plus, Feldmann affirme que les premiers audiomètres commerciaux aux États-Unis étaient vendus par Western Electric à la fin des années 1920 et étaient également équipés d’un vibrateur osseux.

## Applications de l'ostéophonie pour les personnes malentendantes
La première description, en 1923, d'une prothèse auditive à conduction osseuse a été l'Osophone réalisé par Hugo Gernsback, qui élabore plus tard son Phonosone.

### Impacts santé et comparaison avec les dispositifs d'écoute dits «classique»
La perte d'audition définitive peut avoir lieu dans l'oreille interne ou l'oreille moyenne. Là où les écouteurs, kits-mains libres, et casques peuvent abîmer ces deux zones par le biais d'une utilisation prolongée à un volume trop important (au-delà de 85–90 dB), les dispositifs d'écoute ostéophonique réduisent les risques d'abimer l'oreille moyenne (principalement les tympans), mais ne changent rien aux dégâts qu'ils peuvent causer au niveau de l'intérieur de la cochlée (oreille interne). En d'autres termes, les dispositifs d'écoute ostéophoniques ne sont en aucun cas une alternative à des appareils dits « classiques » afin de pouvoir écouter de l'audio à volume trop important et éviter la surdité.
Le tympan (oreille moyenne) est relativement solide comparé aux minuscules cellules ciliées de la cochlée (oreille interne). Celles-ci sont en effet très fragiles et leur non-fonctionnement cause la dite surdité de perception, cette surdité étant la plus répandue. Or, des écouteurs ostéophoniques permettent de préserver le tympan (plus ou moins puisque les vibrations des os du crâne lui sont quand même transmises) mais ne "protègent" en aucun cas les cellules ciliées, responsables de votre perception de l'environnement auditif qui vous entoure. Les dispositifs d'écoute ostéophoniques ne permettent pas d'éviter la surdité.

### Accès à la culture
L'expérience de la musique se fait par l’intermédiaire de différents facteurs : les jeux de lumières, les objets matériels associés à cette culture (pochettes vinyle), le style vestimentaire, mais aussi le son de la musique en tant que tel . Ce son est inaccessible pour un certain nombre d'humains atteints de surdité ou de problème auditif en général (466 millions de personnes dans le monde d’après l’OMS). Pour tenter d’offrir l’accès le plus complet à la culture musicale, un certain nombre d’options ont été développées. Il y a par exemple les sols vibrants ainsi que les colonnes vibrantes. Plus récemment, un système numérique de sac à dos vibrant a été développé. Contrairement aux systèmes de vibration nécessitant de se tenir à des endroits stratégiques pour optimiser les sensations, le sac à dos est toujours placé au même endroit et donne ainsi à l’utilisateur plus de liberté dans ses mouvements. Cette nouvelle technologie ne convainc cependant pas tout le monde. Un témoignage affirme que “ [...] ressentir les vibrations est une chose, mais qu’être capable de les utiliser comme instrument du goût et du plaisir en est une autre ”. Ce sac à dos permet donc d’ouvrir de nouvelles possibilités sans pour autant forcément améliorer ce qui existe déjà.  L’interaction avec la culture musicale est unique pour chaque individu ainsi aucune technologie ne pourra être optimale pour tout le monde, cependant ces dernières offrent de nouvelles possibilités. Mélanie Hénault-Tessier montre qu’une question se pose sur le rôle ainsi que sur le statut de ces technologies en relation à la problématique de la participation des personnes sourdes et malentendantes à une pratique culturelle partagée par la majorité entendante.

### Amélioration de la communication pré-verbale chez le bébé sourd
Une grande majorité des bébés sourds (96%) naissent avec des parents entendants. Ainsi, la difficulté de l’enfant sourd est tout d’abord liée au fait d’avoir des parents entendants, car ces derniers n’utilisent pas intuitivement des stratégies de communication adaptées à l’enfant. Une étude de Sharma et Campbell (2011) explique que le développement du cerveau dépend en grande partie des stimulations externes pour se former ; la stimulation auditive est donc essentielle pour le développement de chacun lors de l’enfance. Tout ceci résulte en un retard de l’attention conjointe de la part de l’enfant malentendant et de la communication verbale.
L’implant auditif BAHA (implant à ancrage osseux), est une solution pour l’amélioration de la communication préverbale avec l’enfant sourds. Bien qu’il ne reproduise pas fidèlement les sons de la parole, il peut permettre une interaction plus aisée entre parent et enfant.

### Démocratisation
D’après une étude de la faculté de médecine de l'université Johns-Hopkins, il y a trois types de surdité :
- La surdité de conduction ; elle se produit dans l’oreille externe et moyenne (oreille bouchée par un os, un objet…)
- La surdité neurosensorielle ; elle se produit dans l’oreille interne, cela touche la majorité des patients sourds et peut être due au vieillissement, à une exposition aux bruits trop forts, aux accidents…
- La surdité mixte qui est un mélange des deux surdités précédentes[6].

L’étude de Weber, B. A., Roush, J., & McElveen, J. T. nous apprend que la surdité neurosensorielle ne peut pas être soignée à l’aide d’implant à conduction osseuse car l’oreille n’est pas bouchée. De plus, la surdité de conduction peut parfois être opérée. Ainsi les implants BAHA, à conduction osseuse, sont moins démocratisés que les implants cochléaires car ce n’est pas la majorité des personnes sourdes qui peuvent les utiliser.
Une autre étude de Banga R., Lawrence R., Reid A. et McDermott A.-L sur les performances de l’implant BAHA comparé aux autres implants à conduction osseuse montre que l’implant BAHA est le plus performant de tous malgré son prix plus élevé. Cependant ces implants possèdent de nombreux défauts. Pour commencer la procédure de mise en place de ces implants à ancrage osseux est invasive et a potentiellement plus de complications post opératoire (hématomes, gonflements…).
En somme, malgré les différents usages que peut avoir la conduction osseuse, l’implant BAHA n’est pas le plus populaire.
Le marché des solutions auditives à conduction osseuse étant en croissance annuelle de 1.8%, le nombre de patients utilisant ces implants ne cesse d’augmenter.
En 2020, le marché mondial des appareils utilisant l’ostéophonie s’élevait à 4,7 milliards de dollars. Cela montre qu’une petite partie de la population en possède et le marché augmente,.

## Applications de l'ostéophonie comme écouteur classique

### Dispositifs
Certains casques audios emploient la conduction osseuse, et reproduisent un effet équivalent à une écoute directe. Un kit oreillette est positionné sur la tempe et la joue et le transducteur électromécanique, qui convertit les signaux électriques en vibrations mécaniques, envoie le son à l'oreille interne à travers les os du crâne. De même, un microphone peut être utilisé pour enregistrer des sons parlés par conduction osseuse.
L’armée canadienne a effectué des recherches sur différents types de casques pour fournir des informations audios aux fantassins sur le terrain. D’après cette étude déclassifiée, le casque à conduction osseuse est le plus performant. En effet, toujours d’après cette étude, ce type de casque possède de nombreux avantages : il n’isole pas des bruits extérieurs, il est confortable, et est compatible avec le reste des équipements. D’autre part, d’après un rapport déclassifié du laboratoire de recherche de l’armée des États-Unis ces derniers se seraient intéressés aux différents vendeurs de casques et microphone fonctionnant par conduction osseuse.
Pour permettre aux personnes aveugles de faire du sport, le 14e Congrès français d’acoustique a cherché à guider un individu à l’aide de sons spatialisés générées en temps réel dans un casque à conduction osseuse. Ce type de casque permet aux personnes aveugle de rester conscient des bruits environnants mais d’y superposer des sons artificiels pouvant être interprété en information.

### Avantages sur les dispositifs traditionnels
Les produits utilisant la technologie de la conduction osseuse ont les avantages suivants sur les écouteurs traditionnels :
- Les oreilles sont à l'air libre, offrant ainsi plus de confort.
- L'absence d'écouteur placé dans ou devant l'oreille permet de ne pas altérer l’écoute des bruits environnants.
- Le son ne passant pas par le conduit auditif, il est possible d'entendre malgré une obstruction de ce dernier par une goutte d'eau (utilisation aquatique) ou un dispositif de protection (milieu bruyant, usage militaire).
- Vu que les ondes mécaniques ne passent pas par l'air, ils fonctionnent parfaitement sous l’eau.

### Cas d'utilisation de dispositifs d'écoute ostéophoniques
De par les avantages ci-dessus, les dispositifs d'écoute ostéophoniques ont tendance à se répandre notamment dans les domaines suivant. 
- Militaires : le casque ostéophonique a été sélectionné par l'armée française comme écouteur du programme felin.
- Secours en mer : la SNSM utilise quasi-exclusivement des casques audio orthophoniques principalement pour les besoins de ses nageurs de bord qui doivent pouvoir entendre les messages même s'ils ont la tête sous l'eau. Ces casques étant devenu la norme, ils sont aussi utilisés par les chefs de pont qui peuvent ainsi communiquer sans s'isoler de l'environnement extérieur (sirène, bruit machine, discussion avec équipages, cris de naufragés…).
- Milieu bruyant : il permet de communiquer, de recevoir des instructions tout en portant des protections auditives (bouchons d'oreille, casque anti-bruit).
- Sportif : de plus en plus de marques proposent des écouteurs ostéophoniques pour écouter de la musique pendant le sport. En plus du confort (écouteur autour de l'oreille et non dessus) ils peuvent fonctionner sous l'eau pour les nageurs et n'isolent pas du bruit extérieur (moteur de voiture, sirène de pompier, sonnette de vélo) notamment en milieu urbain.
- Usage général : avec la réduction du prix de ces dispositifs, ils offrent une alternative avantageuse aux écouteurs classiques dans quasiment tous les usages, y compris ceux cherchant spécifiquement à s'isoler du bruit extérieur (conférence téléphonique, gamer, écoute de musique hors d'une pratique sportive), puisque ces dispositifs sont compatibles avec le port de protections auditives intra-auriculaires[13],[14].